# Sarah Dawn Finer
Sarah Dawn Finer (narozena 14. září 1981 v Stockholmu) je švédská zpěvačka-skladatelka, moderátorka a herečka britsko-amerického původu.
Je sestrou zpěvačky Zoie Finer a nevlastní neteří amerického hudebníka Erica Bibba.
V letech 2007 - 2014 vydala pět studiových alb.

## Biografie
Sarah se narodila ve Stockholmu anglickému autoru lékařské literatury a americké psychoterapeutce. Jako sedmiletá se objevila v televizním pořadu Maskrosbarn. Ve dvanácti si zahrála v komediálním seriálu Bert, současně začal vystupovat se sborem One Voice, v němž zůstala sedm let. Mihla se v řadě televizních projektů i v několika filmech. V dospívání studovala na Hudební škole Adolfa Fredrika.

### 2005 - 2007:A Finer Dawn
V roce 2005 vydala EP Sarah Dawn Finer. Už v té době měla za sebou spolupráci s řadou věhlasných švédských interpretů včetně Petra Jöbacka, Agnethy Fältskog či Martina Stenmarcka.

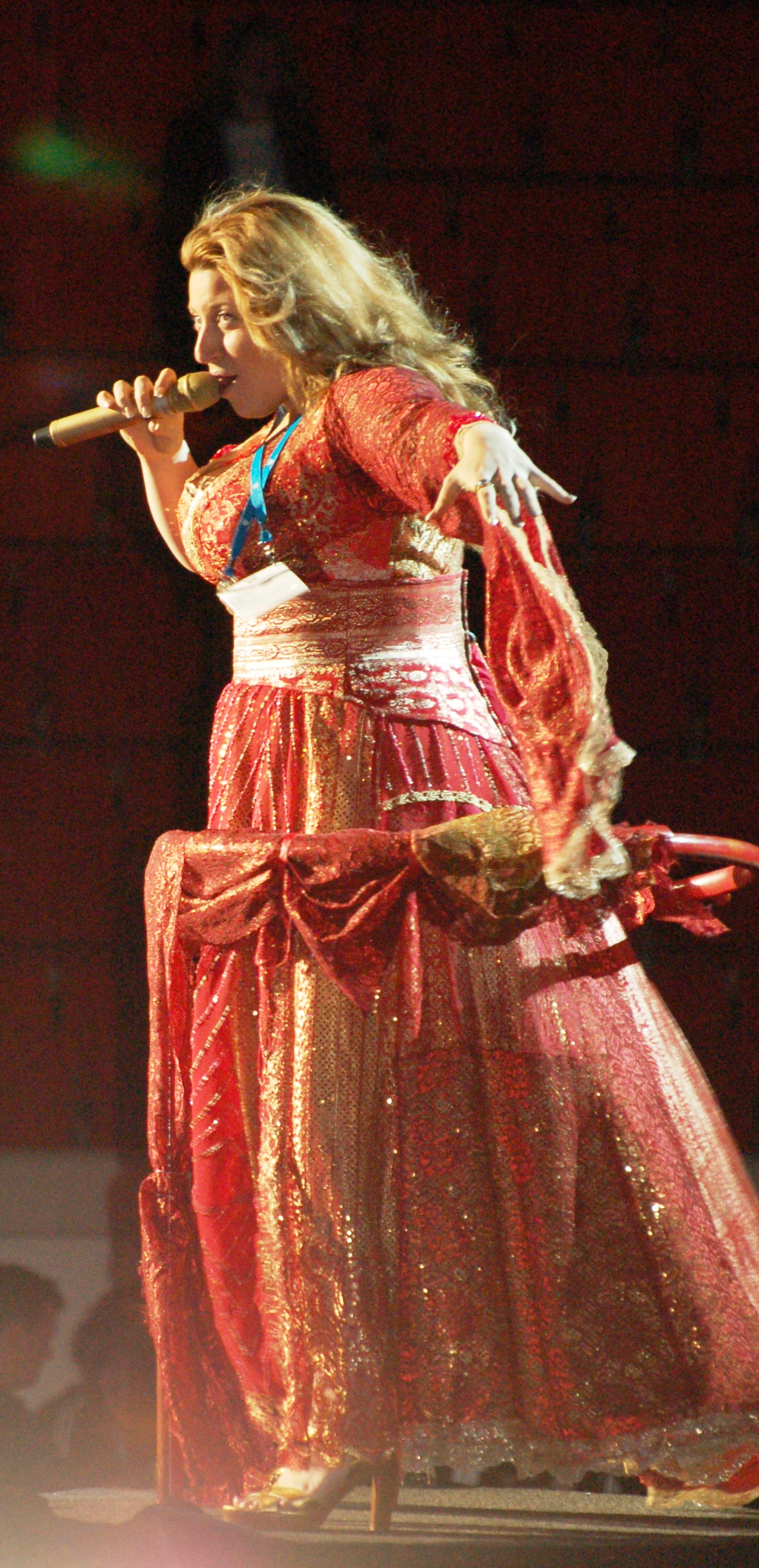
Sarah Dawn Finer vystupuje na Melodifestivalen 2009

O dva roky později, počátkem roku 2007, se Sarah zúčastnila Melodifestivalenu, švédského národního výběru do Eurovision Song Contest. Soutěžní píseň "I Remember Love", balada, kterou napsala s Peterem Hallströmem, postoupila do finále a získala čtvrté místo - tuto příčku následně obsadila i ve švédské hitparádě singlů. Na tento úspěch zpěvačka navázala v květnu - vydala debutové album A Finer Dawn, které dobylo vrchol žebříčku.

### 2008 - 2011:Moving On
V roce 2008 Sarah ztvárnila hlavní ženskou roli v muzikálu Jekyll & Hyde. Za svůj výkon byla nominována na Zlatou masku.
Znovu Sarah soutěžila v Melodifestivalenu v roce 2009. S baladou "Moving On" postoupila do Druhé šance, a odtud do finále. Zde obdržela nejvyšší bodové ohodnocení od mezinárodní poroty, v celkovém součtu bodů porotců skončila druhá. Po přičtení hlasů diváků obsadila šesté místo. "Moving On" obsadilo třetí místo švédského žebříčku a objevilo se na stejnojmenném albu, které vyšlo koncem srpna. S ním se Sarah opět povedlo dostat se na první místo hitparády.
Na Eurovizi 2009 v Moskvě Sarah zasedla v odborné porotě a vyhlašovala švédské body - pozornost si získala díky náhrdelníku s duhovou vlajkou - finále soutěže se konalo krátce po zásahu moskevské policie proti pochodu gayů. Gay komunitu v reakci na tento incident podpořila i švédská reprezentantka Malena Ernman a vítěz soutěže Alexander Rybak.
V listopadu vyšel film Så olika Heleny Bergström. Autorkou hudby k filmu byla Sarah, která si zahrála i jednu z vedlejších rolí.
V roce 2010 vydala vánoční album Winterland, které obdrželo zlatou desku poté, co v žebříčcích obsadilo druhé místo. O rok později na něj navázala další vánoční nahrávkou En riktigt god jul, na níž se podílela Malena Ernman.

### 2012 -

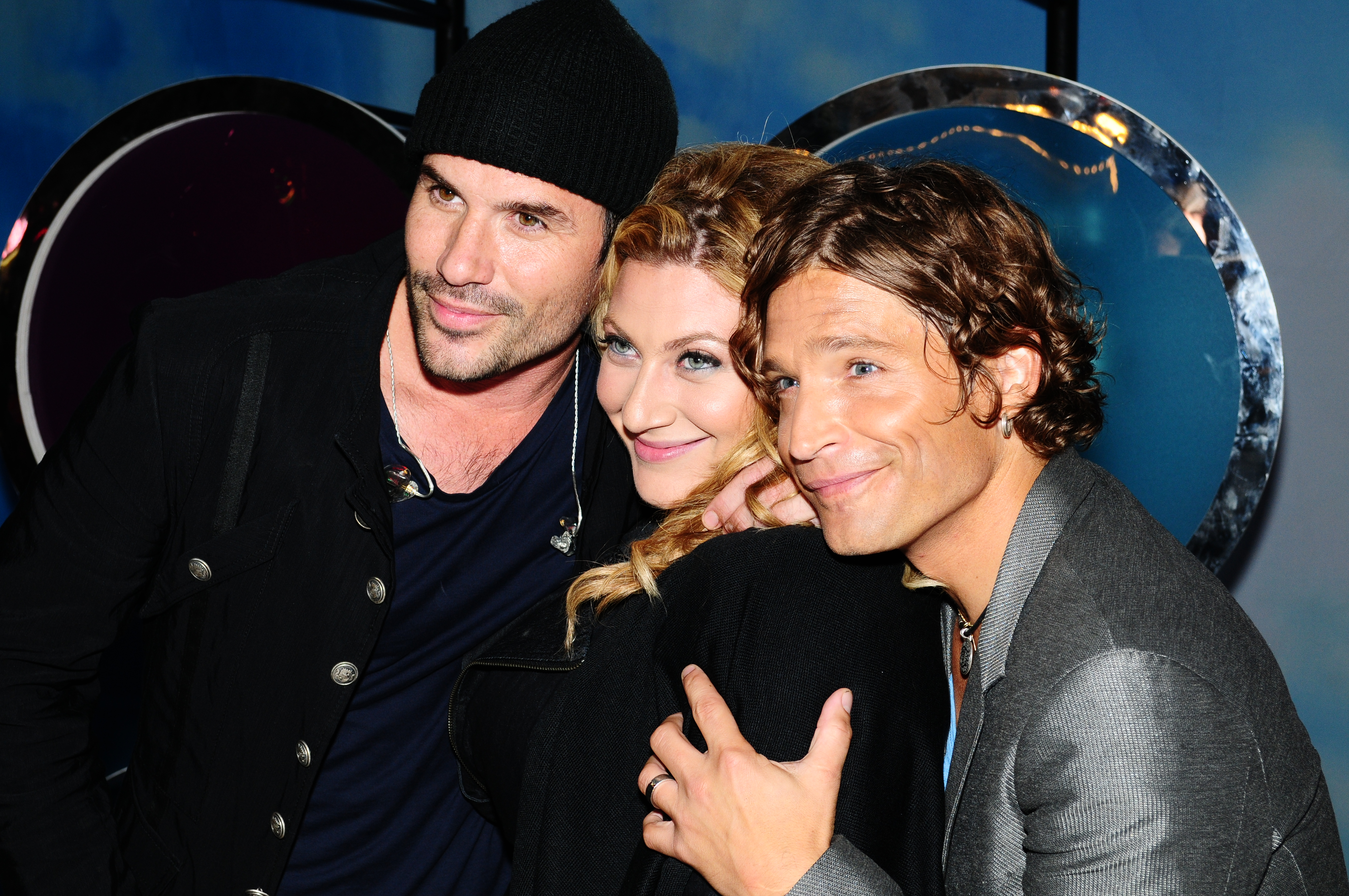
Sarah Dawn Finer se zpěváky Martinem Stenmarckem (vlevo) a Andreasem Johnsonem

Počátkem roku 2012 Sarah moderovala Melodifestivalen spolu s Helenou Bergström a Ginou Dirawi. V pořadu vytvořila komickou postavu Lyndy Woodruff, nadšené britské úřednice EBU - tuto roli, která nabyla značné popularity mezi diváky, si zopakovala během Eurovize 2012, kdy opět oznamovala výsledky švédského hlasování, a Eurovize 2013, která se konala v Malmö po vítězství zpěvačky Loreen - součástí pořadu bylo několik skečů s touto kuriózní postavičkou. Zpěvačka samotná pak ve finále vystoupila s coverem písně "The Winner Takes It All" od ABBA.
Během Eurovize 2013 se zpěvačka nechala slyšet, že by zvážila reprezentaci Spojeného království na soutěži.
Zatím poslední album Sanningen kommer om natten vyšlo v roce 2012. Sarah za něj sklidila chválu hudebních kritiků a následně se vydala na turné.

## Diskografie

### Studiová alba
- A Finer Dawn (2007)
- Moving On (2009)
- Winterland (2010)
- En riktigt god jul (& Malena Ernman) (2011)
- Sanningen kommer om natten (2012)

### EP
- Sarah Dawn Finer (2005)

### Singly
2007:
- "I Remember Love"
- "Stay"
- "A Way Back to Love"
- "Stockholm By Morning"

2008:
- "Does She Know You"

2009:
- "Moving On
- "Standing Strong"

2010:
- "Kärleksvisan"
- "I'll Be Your Wish Tonight"

'2011:
- "Is Anybody There" (& Samuel Ljungblahd)
- "Nu vet du hur det känns"
- "Balladen om ett brustet hjärta"